# Maria Johansson
Maria Gunilla Johansson Tovle (Estocolmo, 7 de abril de 1956) es una actriz, directora de cine y docente en la Academia de Artes Dramáticas de Estocolmo.
En 1963, a los seis años de edad, Johansson audicionó para el papel de "Tjorven" en la serie de televisión Vi på Saltkråkan escrita por Astrid Lindgren, siendo integrada al elenco de la misma. Interpretó a Tjorven en la serie y en las cuatro películas que se estrenaron en relación con la misma entre 1964 y 1967.
Johansson se desempeñó en el cine, en la televisión y en el teatro hasta 1998, cuando inició una carrera en la dirección de cine. Es docente de investigación en el arte en la Academia de Artes Dramáticas de Estocolmo.

## Filmografía parcial
- 1981 - Operation Leo
- 1981 - Tuppen
- 1981 - The Simple-Minded Murder
- 1987 - Daghemmet Lyckan (TV)
- 1988 - Liv i luckan (TV)
- 1996 - Juloratoriet
- 1998 - Skärgårdsdoktorn (TV)